# Rinpung-dynastie
De Rinpung-dynastie was een dynastie in het westen van Tibet en een deel van Centraal-Tibet tussen 1440 en 1565. De dynastie verwierf de heerschappij over grote delen van Tibet dankzij familievetes binnen de Phagmodru-dynastie.

## Regeringen
- Norsang (1440 - 1466)
- Künsang (1466 - ca. 1479)
- Dönyö Dorje (ca.1479 - 1512)
- Ngawang Namgyal (1512 - ca. 1550)
- Döndrub Tseten Dorje (ca.1550 - ?)
- Ngawang Jigme Dragpa (? - 1565)